# Độ thẩm thấu
Trong cơ lưu chất và ngành khoa học Trái Đất, độ thẩm thấu hay độ thấm hay tính thấm (thường ký hiệu là κ, hoặc k) của một vật liệu có lỗ rỗng là một đại lượng đặc trưng cho khả năng cho phép chất lưu (lỏng và khí) đi xuyên qua mà không làm thay đổi cấu trúc của chất ấy. Độ thấm tỉ lệ với độ rỗng, áp suất, hình dạng lỗ rỗng và tính liên kết giữa các lỗ rỗng đó.

## Đơn vị
Theo hệ SI thì độ thấm được tính bằng m². Đơn vị thường dùng cho độ thấm là darcy (D), hoặc mD (1D = 9.86923 x 10−13 m² {\displaystyle \approx }10−12m²). Đơn vị này được đặt theo tên của kỹ sư người Pháp Henry Darcy, là người đầu tiên mô tả dòng chảy của nước xuyên qua các bộ lọc bằng cát để cung cấp nước uống. Đơn vị cm² đôi khi cũng được sử dụng (1 cm² = 10−4 m² {\displaystyle \approx } 108 D).

## Mô tả
Độ thẩm thấu là 1 hằng số tỷ lệ trong định luật Darcy đưa ra mối tương quan giữa vận tốc dòng chảy với các tính chất vật lý của chất lỏng (như độ nhớt) và gradient áp suất trong môi trường xốp:
{\displaystyle v={\frac {\kappa }{\mu }}{\frac {\Delta P}{\Delta x}}}
Do đó:
{\displaystyle \kappa =v{\frac {\mu \Delta x}{\Delta P}}}
Với:
{\displaystyle v} là vận tốc của dòng chảy bề mặt xuyên qua môi trường xốp (vật liệu). (m/s)
{\displaystyle \kappa } độ thấm của môi trường (vật liệu). (m²)
{\displaystyle \mu } là độ nhớt động học của chất lỏng. (Pa·s)
{\displaystyle \Delta P} là độ thay đổi của áp suất. (Pa)
{\displaystyle \Delta x} là độ dày của môi trường (vật liệu). (m)